# ロドス県

ロドス県
Περιφερειακή ενότητα Ρόδου測地系: 北緯36度10分 東経28度00分 / 北緯36.167度 東経28.000度座標: 北緯36度10分 東経28度00分 / 北緯36.167度 東経28.000度

ロドス県（ロドスけん、Ρόδος / Ródos）は、ギリシャ共和国の南エーゲ地方を構成する行政区（ペリフェリアキ・エノティタ）のひとつ。ドデカネス諸島のロドス島などからなる。

## 地理

### 位置・広がり
ドデカネス諸島の南東部に位置し、ロドス島とその周辺の島々からなる。また、ギリシャ共和国南東端の行政区であり、東地中海のカステロリゾ島周辺の島々もロドス県に含まれている。

### 主要な都市・集落
市域に含まれる人口3000人以上の都市・集落は以下の通り（2001年国勢調査時点）。
- ロドス（Ρόδος : ロドス市） - 52,318人
- イアリソス（Ιαλυσός : ロドス市） - 10,107人
- アルハンゲロス（Αρχάγγελος : ロドス市） - 5,500人
- アファンドウ（Αφάντου : ロドス市） - 5,494人
- クレマスティ（Κρεμαστή : ロドス市） - 4,372人
- カリティエス（Καλυθιές : ロドス市） - 4,370人

県の人口の大部分はロドス島で暮らしている。最大の都市は、ロドスである。ロドス島以外で最大の都市はシミ島のシミ。
- ロドスの中世の市街
- イアリソス
- アルハンゲロス

## 行政区画

ドデカネス諸島の自治体

### 市（ディモス）
ロドス県は、以下の自治体（ディモス、市）から構成される。面積の単位はkm²、人口は2001年国勢調査時点。
|    | 自治体名                    | 綴り    | 政庁所在地                  | 面積    | 人口    |
| -- | --------------------------- | ------- | --------------------------- | ------- | ------- |
| 1  | ロドス                      | Ρόδος   | ロドス (el)                 | 1,407.9 | 117,007 |
| 10 | メギスティ （カステロリゾ） | Μεγίστη | メギスティ （カステロリゾ） | 12.0    | 430     |
| 13 | シミ                        | Σύμη    | シミ                        | 65.8    | 2,580   |
| 14 | ティロス                    | Τήλος   | ティロス                    | 64.5    | 533     |
| 15 | ハルキ                      | Χάλκη   | ハルキ                      | 37.0    | 313     |

### 旧自治体（ディモティキ・エノティタ）

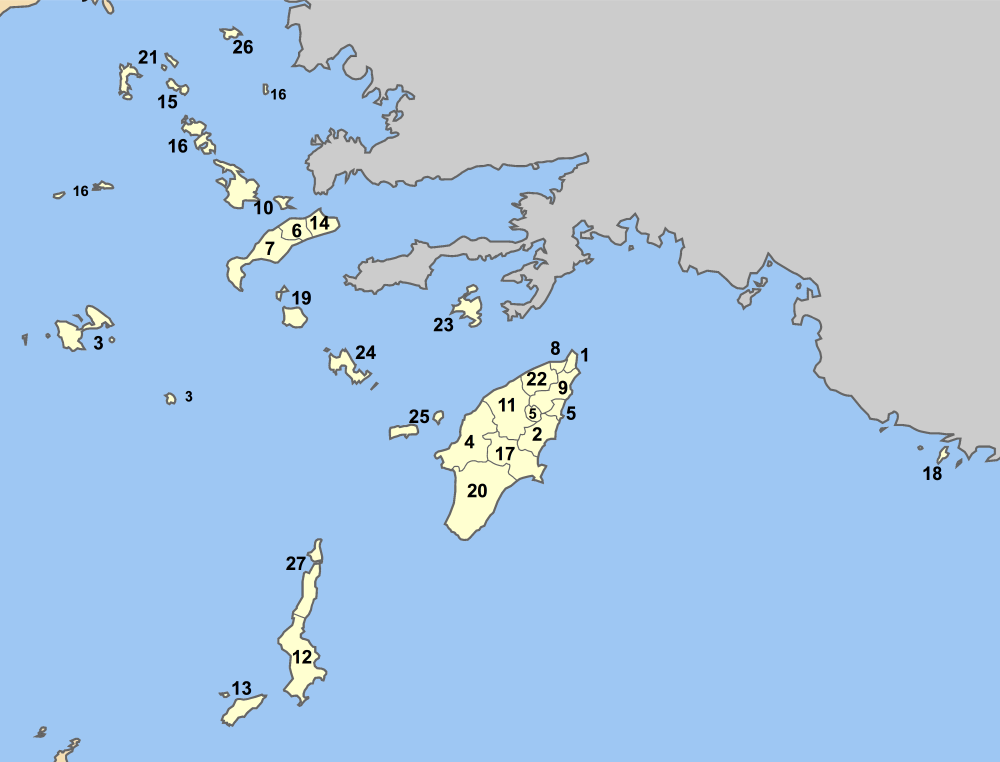
旧ドデカネス県の旧自治体（1999年 - 2010年）

現在のロドス県の地域は、かつて広域自治体（ノモス）であるドデカネス県に属していた。カリクラティス改革（2011年1月施行）にともないノモスは廃止され、その県域は分割されて行政区（ペリフェリアキ・エノティタ）としてのロドス県が成立した。旧自治体は新自治体（ディモス）を構成する行政区（ディモティキ・エノティタ）となっている。
下表の番号は右図と対応している。「旧自治体名」欄で※印を付したものはキノティタ、それ以外はディモス。「政庁所在地」欄で太字になっているものは、新自治体の政庁所在地となったものを示す。
|    | 旧自治体                    | 綴り        | 政庁所在地                  | 新自治体                    |
| -- | --------------------------- | ----------- | --------------------------- | --------------------------- |
| 1  | ロドス                      | Ρόδος       | ロドス                      | ロドス                      |
| 2  | アルハンゲロス              | Αρχάγγελος  | アルハンゲロス (el)         | ロドス                      |
| 4  | アタヴィロス                | Αττάβυρος   | エムボナス                  | ロドス                      |
| 5  | アファンドウ                | Αφάντου     | アファンドウ (el)           | ロドス                      |
| 8  | イアリソス                  | Ιαλυσός     | イアリソス                  | ロドス                      |
| 9  | カリテア                    | Καλλιθέα    | ファリラキ (en)             | ロドス                      |
| 11 | カミロス                    | Κάμειρος    | ソロニ (en)                 | ロドス                      |
| 17 | リンドス                    | Λίνδος      | リンドス (el)               | ロドス                      |
| 18 | メギスティ （カステロリゾ） | Μεγίστη     | メギスティ （カステロリゾ） | メギスティ （カステロリゾ） |
| 20 | ノティア・ロドス            | Νότια Ρόδος | イェナディ (en)             | ロドス                      |
| 22 | ペタルデス                  | Πεταλούδες  | クレマスティ (el)           | ロドス                      |
| 23 | シミ                        | Σύμη        | シミ                        | シミ                        |
| 24 | ティロス                    | Τήλος       | ティロス                    | ティロス                    |
| 25 | ハルキ                      | Χάλκη       | ハルキ                      | ハルキ                      |

- Διοικητική διαίρεση νομού Δωδεκανήσου (πρόγραμμα Καποδίστριας) - ドデカネス県の自治体・集落一覧（1999年 - 2010年）

## 交通

### 空港
- ロドス国際空港